# Dolnje Ležeče
Dolnje Ležeče este o localitate din comuna Divača, Slovenia, cu o populație de 204 locuitori.